# Манчини, Джулио
Джулио Манчини (итал. Giulio Mancini; 21 февраля 1559, Сиена — 22 августа 1630, Рим) — итальянский коллекционер и торговец произведениями искусства, художественный критик и писатель-историограф. Его литературные заметки о современных художниках, таких как Караваджо и Аннибале Карраччи, остаются одним из самых ранних источников биографической информации; его «Рассуждения о живописи» (Le Considerazioni sulla pittura) представляют собой важное свидетельство художественной жизни Рима в начале XVII века.

## Биография
Манчини родился в семье врача, начал своё обучение в Коллегиуме иезуитов в Сиене, затем, в 1579 году переехал в Падую, чтобы продолжить обучение в Падуанском университете, где изучал медицину, астрологию и философию. В 1592 году он отправился в Рим, занимался медицинской практикой; с 1595 года — в больнице Санто-Спирито-ин-Сассио. В 1585 году в Болонье Манчини слушал лекции философа Федерико Пендазио, естествоиспытателя и ботаника Улиссе Альдрованди.
В 1623 году Манчини стал придворным медиком папы Урбана VIII. Папа был известным покровителем художеств, и их отношения были столь доверительны, что в 1628 году Манчини получил должности апостольского протонотария (protonotario apostolico) и каноника Собора Святого Петра в Ватикане. Он также получил титулы римского дворянина, графа и рыцаря (nobile romano, conte e cavaliere).
В своей личной жизни Манчини был «стихийным атеистом», человеком свободных взглядов, любителем изящного и знатоком искусств. Он стал членом «Академии юмористов» (Accademia degli Umoristi), литературного клуба, основанного в 1603 году, в который входили Джованни Баттиста Гуарини, Алессандро Тассони и Джан Витторио Росси. Манчини писал и о таких разнообразных предметах, как танцы, маскарады и обычаи придворных дам.
Он умер в Риме, в 1630 году, в папской резиденции на Квиринале, в возрасте семидесяти одного года. На следующий день после его смерти, 23 августа, похороны были отмечены грандиозной процессией. Манчини завещал своё состояние для распределения среди студентов города Сиены.

## Деятельность
Медицинскую практику Манчини совмещал с коллекционированием произведений искусства. С 1606 года он стал собирать рисунки, картины и изделия из бронзы. В основном он покупал произведения художников тосканской и болонской школ. Среди картин главное место занимали произведения Караваджо, Федерико Бароччи, братьев Карраччи, Кавалера д’Арпино (Джузеппе Чезари), Доменикино (Доменико Зампиери), Гвидо Рени и Джованни Ланфранко. Манчини не скрывал коммерческий характер своей деятельности, но совмещал её с научным подходом, составляя каталоги своих собраний. Последние оформлены в томах, разделённых по авторам. В качестве практикующего врача Джулио Манчини устанавливал дружеские отношения со многими художниками. Коллекционеры, влиятельные заказчики и меценаты, учёные и любители искусства также были его клиентами.
Заметки Манчини о современных художниках, таких как Караваджо, Пьетро да Кортона и Никола Пуссен, до настоящего времени являются важным источником наших знаний об искусстве классицизма и барокко того времени. Его советы коллекционерам дают нам представление о рынке искусства в Риме; а заметки об обнаружении подделок были первым признаком того, насколько изощрёнными стали махинации к началу XVII века.
Сочинения Манчини оставались неопубликованными до XX века; его «Рассуждения о живописи» (Le Considerazioni sulla pittura), написанные между 1617 и 1621 годами, были напечатаны только в 1956—1957 годах. Неизданная рукопись Манчини существовала в многочисленных копиях, которыми беззастенчиво пользовались многие авторы, в особенности Джованни Пьетро Беллори, автор «Жизнеописаний современных живописцев, скульпторов и архитекторов» (Le vite de' pittori, scultori et architetti moderni, 1672).
В «Рассуждениях о живописи» Джулио Манчини разделил современное ему искусство на четыре школы по именам ведущих мастеров: Караваджо, Карраччи, Кавалера д’Арпино (Джузеппе Чезари), Кристофоро Ронкалли. Вероятно, осознавая условность такого деления, Манчини прозорливо подчёркивал в каждом индивидуальном стиле художника соединение общих и особенных черт. Он писал: «В творениях каждого художника есть нечто, вообще свойственное его эпохе, а также и индивидуальные свойства».
Работа над «Рассуждениями» осуществлялась в несколько этапов: первый относится к 1617—1619 годам. Затем работа была возобновлена в 1619—1621 годах и обновлялась, по крайней мере, до 1628 года. В первой части приведены биографии современных художников; во второй даются советы, как отличить оригинальную работу от копии, а также как формировать собственную картинную галерею, каким образом сохранять и восстанавливать картины и как различать школы живописи: тосканскую, римскую, болонскую и «трансальпийскую».
В 1623—1624 годах Джулио Манчини написал эссе «Путешествие в Рим для того, чтобы видеть картины» (Viaggio per Roma per vedere le pitture), в которое включил отрывки из «Рассуждений о живописи». Эту работу можно считать своего рода путеводителем, отличающимся от традиционных средневековых мирабилиев (сочинениях «о чудесах»). В этом сочинении Манчини одним из первых уделил внимание раннехристианскому искусству.

## Основные сочинения
- 1585: Украшение книги не только для врачей и философов; высшее применение для студентов всех дисциплин… (De decoratione liber non solum medicis, & philosophis; verum etiam omnium disciplinarum studiosis apprime utilis, ex Hieronymi Mercurialis, … explicationibus, Venetiis, apud Paulum Meietum)
- 1585: Кожные заболевания, человеческие экскременты и лечение тела … (De morbis cutaneis, et de omnibus corporis humani excrementis tractatus … Ex ore Hieronymi Mercurialis … excepti, atque in libros quinque digesti, Venetiis, apud Paulum Meietum)
- Апология взгляда, обращённого к доктору Кристофоро Сарти … Работа оптика-физика [!] Каноника Джулио Манчини… (Apologia dell’occhio diretta al sig. dottore Cristoforo Sarti … Opera ottico-mftafisica [!] del canonico Giulio Mancini …, in Siena, dai torchj Pazzini Carli). Издано: 1795
- 1623—1624: Путешествие в Рим для того, чтобы видеть картины (Viaggio per Roma per vedere le pitture). Издано: 1923
- 1617—1621: Рассуждения о живописи (Le Considerazioni sulla pittura). Издано: 1956—1957
- Размышления о правилах покупки, размещения и хранения картин Джулио Манчини (Riflessioni sulle Regole per comprare collocare e conservare le pitture di Giulio Mancini). Издано: 2005